# Флекија (Бјела)
Флекија је насеље у Италији у округу Бијела, региону Пијемонт.
Према процени из 2011. у насељу је живело 264 становника. Насеље се налази на надморској висини од 552 м.